# Skoszewy Stare (gromada)
Skoszewy Stare (w latach 1970. Stare Skoszewy) – dawna gromada, czyli najmniejsza jednostka podziału terytorialnego Polskiej Rzeczypospolitej Ludowej w latach 1954–1972.
Gromady, z gromadzkimi radami narodowymi (GRN) jako organami władzy najniższego stopnia na wsi, funkcjonowały od reformy reorganizującej administrację wiejską przeprowadzonej jesienią 1954 do momentu ich zniesienia z dniem 1 stycznia 1973, tym samym wypierając organizację gminną w latach 1954–1972.
Gromadę Skoszewy Stare siedzibą GRN w Skoszewach Starych utworzono – jako jedną z 8759 gromad na obszarze Polski – w powiecie brzezińskim w woj. łódzkim, na mocy uchwały nr 29/54 WRN w Łodzi z dnia 4 października 1954. W skład jednostki weszły obszary dotychczasowych gromad Bartolin, Skoszewy Stare, Skoszewy Nowe, Sierżnia i Warszewice (z wyłączeniem kolonii Warszewice-Polesie) ze zniesionej gminy Niesułków oraz obszary dotychczasowych gromad Boginia, Buczek i Byszewy ze zniesionej gminy Lipiny w tymże powiecie. Dla gromady ustalono 16 członków gromadzkiej rady narodowej.
31 grudnia 1959 do gromady Skoszewy Stare przyłączono wieś Bukowiec, wieś Grabina, wieś Borchówka i wieś Dobieszków ze zniesionej gromady Kalonka.
Gromada – pod koniec stosowano nazwę Stare Skoszewy – przetrwała do końca 1972 roku, czyli do kolejnej reformy gminnej.